# Echinochloa kimberleyensis
Echinochloa kimberleyensis är en gräsart som beskrevs av P.W.Michael och Joyce Winifred Vickery. Echinochloa kimberleyensis ingår i släktet hönshirser, och familjen gräs. Inga underarter finns listade i Catalogue of Life.